# The Jethro Tull Christmas Album
The Jethro Tull Christmas Album es el vigesimosegundo álbum lanzado por la banda de rock Jethro Tull en 2003.
Los temas son una mezcla de material nuevo y nuevas versiones de canciones ya grabadas por Jethro el grupo, todas ellas relacionadas con la Navidad o el invierno, con arreglos de villancicos tradicionales.
En 2004 lanzaron un EP titulado The Jethro Tull Christmas EP, complementario de este álbum.

## Lista de temas
| #   | Título                                       | Autor                                      | Tiempo |
| --- | -------------------------------------------- | ------------------------------------------ | ------ |
| 1.  | "Birthday Card at Christmas"                 | (Ian Anderson)                             | 3:37   |
| 2.  | "Holly Herald" (instrumental)                | (Medley, adapt. Ian Anderson)              | 4:16   |
| 3.  | "A Christmas Song"                           | (Ian Anderson)                             | 2:47   |
| 4.  | "Another Christmas Song"                     | (Ian Anderson)                             | 3:31   |
| 5.  | "God Rest Ye Merry Gentlemen" (instrumental) | (Tradicional, adapt. Ian Anderson)         | 4:35   |
| 6.  | "Jack Frost and the Hooded Crow"             | (Ian Anderson)                             | 3:37   |
| 7.  | "Last Man at the Party"                      | (Ian Anderson)                             | 4:48   |
| 8.  | "Weathercock"                                | (Ian Anderson)                             | 4:17   |
| 9.  | "Pavane" (instrumental)                      | (Gabriel Fauré, adapt. Ian Anderson)       | 4:19   |
| 10. | "First Snow on Brooklyn"                     | (Ian Anderson)                             | 4:57   |
| 11. | "Greensleeved" (instrumental)                | (Tradicional, adarp. Ian Anderson)         | 2:39   |
| 12. | "Fire at Midnight"                           | (Ian Anderson)                             | 2:26   |
| 13. | "We Five Kings" (instrumental)               | (Rev. J. Hopkins, adapt. por Ian Anderson) | 3:16   |
| 14. | "Ring Out Solstice Bells"                    | (Ian Anderson)                             | 4:04   |
| 15. | "Bourée" (instrumental)                      | (J.S.Bach, adapt. Ian Anderson)            | 4:25   |
| 16. | "A Winter Snowscape" (instrumental)          | (Martin Barre)                             | 4:57   |